# Rick & Renner (álbum)
Rick & Renner é o primeiro álbum da dupla sertaneja brasileira Rick & Renner, lançado em 1992 pela gravadora Chantecler em formato de LP, e em 1993 em formato de CD. As canções do disco que mais obtiveram um bom desempenho foram "Preciso Te Encontrar" e "Você Decide".

## Faixas
| N.º | Título                      | Compositor(es)               | Duração |  |
| 1.  | "A Gente Sempre Se Entende" | Rick                         | 2:59    |  |
| 2.  | "Olhando Nos Teus Olhos"    | Rick / Renner                | 3:19    |  |
| 3.  | "Animal Domado"             | Rick                         | 2:51    |  |
| 4.  | "Preciso Dizer Que Te Amo"  | Rick                         | 3:31    |  |
| 5.  | "Mal de Amor"               | Rick / Renner                | 3:13    |  |
| 6.  | "Você Decide"               | Elias Muniz                  | 3:13    |  |
| 7.  | "Liga Pra Mim"              | Rick / Renner                | 2:44    |  |
| 8.  | "Manhã de Tempestade"       | Rick                         | 3:38    |  |
| 9.  | "Manias"                    | Rick                         | 3:17    |  |
| 10. | "Preciso Te Encontrar"      | Joel Marques / Ivone Ribeiro | 3:20    |  |
| 11. | "Rasguei Teu Telefone"      | Elias Muniz                  | 3:20    |  |
| 12. | "Sabor de Cereja"           | Monalisa / Geraldo Nunes     | 2:42    |  |

Notas
- A canção "Preciso Dizer Que Te Amo" foi regravada na coletânea da dupla Tudo de Bom, em 2009.
- A canção "Você Decide" foi regravada e relançada no 9º álbum da dupla, Só Pensando Em Você, em 2002.
- A canção "Preciso Te Encontrar" foi regravada e relançada por João Paulo e Daniel no 8º e último álbum da dupla (João Paulo & Daniel Vol. 8), em 1997.